# MV Doulos

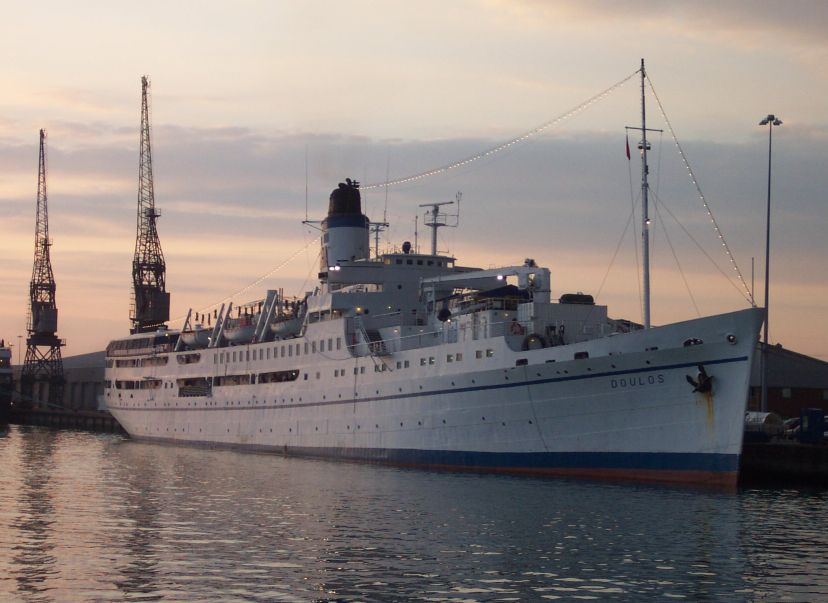
MV Doulos (vid Southampton, England 2004).

MV Doulos är världens äldsta oceangående passagerarfartyg. Hon ägs nu av Eric Saw, verkställande direktör för BizNaz Resources International Pte Ltd i Singapore. Hon var tidigare ägd av den tyska välgörenhetsorganisationen Gute Bücher für Alle, och användes som en bokhandel. Skeppet var tidigare känt under namnet SS Medina, SS Roma och MV Franca C. Doulos verksamhet slutade vid slutet av 2009 i Singapore, där skeppet togs emot av de nya ägarna i 18 mars 2010.